# La Torre Seca
La Torre Seca es un poblado íbero-romano ubicado en la partida del mismo nombre en el término municipal de Casinos (Valencia).
El poblado está formado por los restos de una aldea campesina fortificada ubicada cronológicamente entre los sigloss IV y I a. C. Posiblemente en él se asentaron las principales comunidades de campesinos encargados de sustentar las labores agrícolas de las clases altas que habitaban en los poblados vecinos de mayor tamaño como el Castellet de Bernabé, (en el término municipal de Liria), La Seña (Villar del Arzobispo) y la ciudad de Edeta.
El poblado remonta su inicio al momento ibérico pleno y continúa habitado hasta su destrucción durante las guerras sertorianas (según fuentes de Fletcher este es el período cronológico que se establece para la destrucción de los poblados de Edeta y colindantes).
Prueba de la habitabilidad del poblado durante el período de la romanización hasta las guerras sertorianas, son los hallazgos de monedas romanas, ánforas romanas republicanas y restos de cerámica campaniense, entre otros muchos materiales extraídos. Dentro de los almacenes del Servicio de Investigación Prehistórica de Valencia (SIP) del Museo de Prehistoria de Valencia también se encuentran restos de cerámicas áticas halladas en el poblado y que pueden simbolizar la existencia de redes comerciales.